# 樋渡宏一
樋渡 宏一（ひわたし こういち、1921年2月11日 - 2009年3月7日） は、日本の細胞生物学者、遺伝学者。東北大学名誉教授。元日本学士院会員。日本における、ゾウリムシを用いた生物学研究の先駆者とされる。

## 人物・経歴
宮城県仙台市生まれ。旧制盛岡中学校（現・岩手県立盛岡第一高等学校）、盛岡高等農林学校（現・岩手大学農学部）を経て、東北帝国大学理学部を卒業後、東北帝国大学大学院特別研究生となる。
山形大学講師に赴任後、東北大学教育学部で教授に就任、宮城教育大学教授を経て、1968年に東北大学理学部教授となる。東北大学理学部教授時の1971年に日本動物学会賞を受賞した。
1984年に定年退職し、東北大学名誉教授となる。1989年に石巻専修大学教授に就任し、1995年に定年退職した。同年、勲三等旭日中綬章を受章する。
1997年、日本学士院会員（第2部第4分科）となる。このほか、ミュンスター大学客員教授、ハルビン師範大学顧問教授、華東師範大学名誉教授、日本遺伝学会・日本動物学会・日本基礎老化学会の各名誉会員といった名誉称号を得た。また、ドイツ原生動物学会からはエドアルド・ライヘナウ メダルを贈られている。
2009年、肺炎のため仙台厚生病院で死去。